# Georges Delporte
Georges Delporte est un joueur de water-polo français né le 10 août 1912 à Tourcoing et mort le 1er octobre 1994 dans la même ville. Il occupait le poste de gardien de but.
Il compte 65 sélections en équipe de France. Il remporte 15 titres de champion de France avec son club « les enfants de Neptune de Tourcoing ».
Il participe aux jeux olympiques d'été de Berlin en 1936 (4e).